# Solanum terraneum
Solanum terraneum är en potatisväxtart som beskrevs av Symon. Solanum terraneum ingår i släktet skattor som ingår i familjen potatisväxter. Inga underarter finns listade i Catalogue of Life.